# Srážkový stín

Převládající vlhké větry od moře stoupají vzhůru a vlhkost v nich kondenzuje. Na návětrné straně hor prší a sněží. Po překonání hor ochlazený vítr sebou již nese výrazně méně srážek.

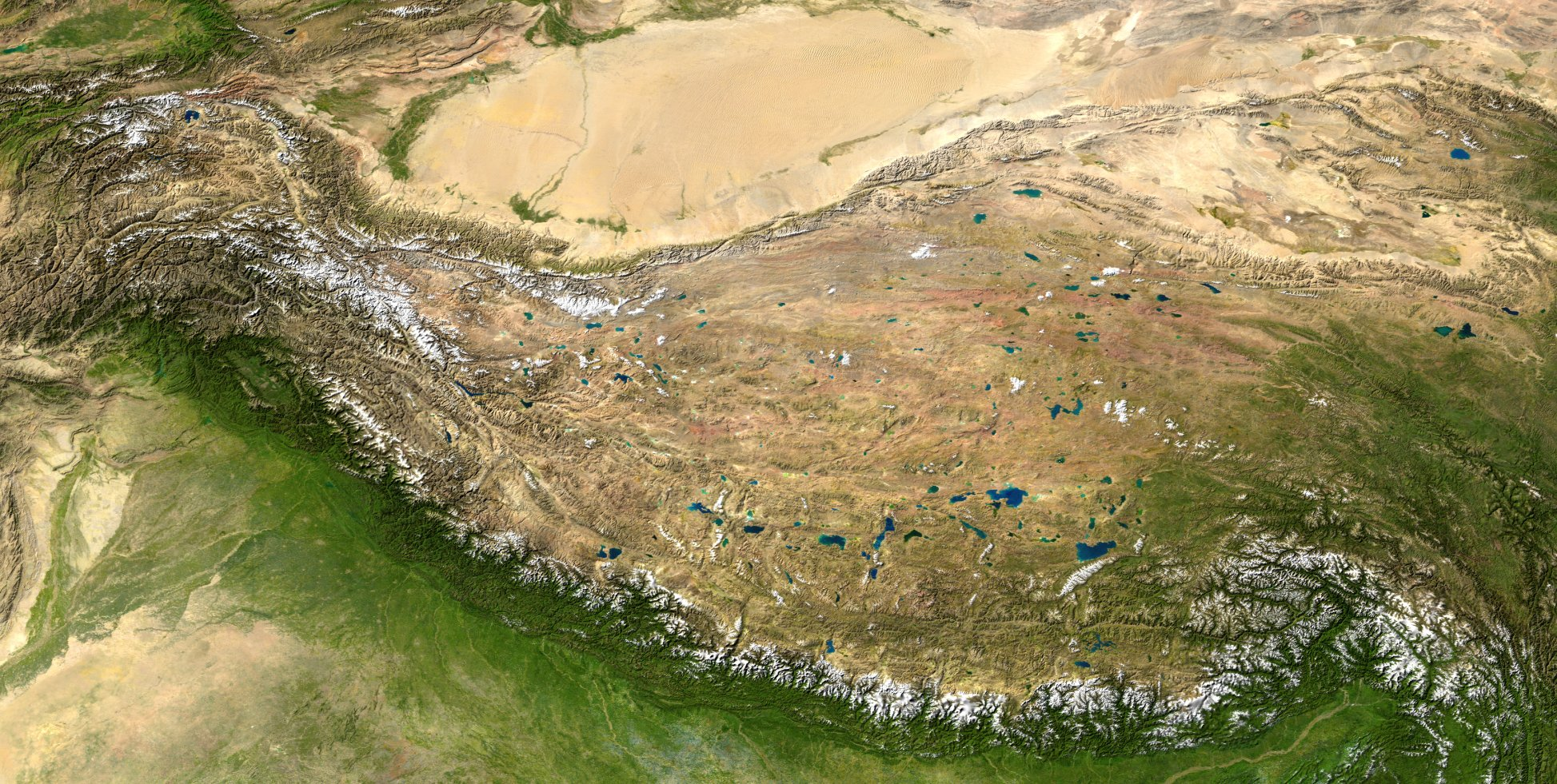
Tibetská náhorní plošina je asi nejlepším příkladem oblasti ve srážkovém stínu. Himálaje nedovolí větrům přinést na plošinu dostatek srážek od Indického oceánu.

Srážkový stín je meteorologický jev vzniklý působením horských celků, které znemožňují přenášet převládajícím větrům vlhkost. Oblačnost se na návětrné straně hor zachytí a zde také spadne většina srážek. Závětrná strana je pak podstatně sušší.
Příkladem srážkového stínu je například město Lima v závětrné poloze And nebo Tibetská náhorní plošina. V Česku je tento jev typický pro dolní Poohří a Podřipsko v závětrné poloze Krušných hor a pro Dyjsko-svratecký úval stíněný Českomoravskou vrchovinou. Průměrné roční srážky se v těchto oblastech pohybují pod 500 mm (Tušimice 420 mm, Libědice 415 mm).